# Sami Mustonen
 (novembre 2023).
Si vous disposez d'ouvrages ou d'articles de référence ou si vous connaissez des sites web de qualité traitant du thème abordé ici, merci de compléter l'article en donnant les références utiles à sa vérifiabilité et en les liant à la section « Notes et références ».
Pour les articles homonymes, voir Mustonen.
Sami Mustonen, né le 6 avril 1977 à Kemijärvi, est un skieur acrobatique finlandais, spécialisée dans la discipline du freestyle. Il a notamment remporté la médaille de bronze olympique de la discipline lors des Jeux olympiques de 1998 à Nagano au Japon. Il a aussi participé aux Jeux de 2002 et de 2006.

## Palmarès

### Jeux olympiques d'hiver
- Médaillée de bronze olympique lors des Jeux olympiques d'hiver de 1998 à Nagano ( Japon)

### Championnats du monde
- Médaillé de bronze mondial lors du Championnats du monde 1999 à Hasliberg ( Suisse)
- Vice-champion du monde lors du Championnats du monde 2005 à  Ruka ( Finlande)